# بوبوویک
بوبوویک (به صربی: Bobovik) یک منطقهٔ مسکونی در صربستان است.